# Нуси-Бе
Нуси-Бе (малаг. Nosy Be, в переводе — «Большой остров») — остров у северного побережья Мадагаскара, административно является районом провинции Анциранана.

## География

Карта острова

Площадь — 312 км², это самый большой остров в архипелаге у северо-западного побережья Мадагаскара. Геологически представляет собой вулканическое образование высотой 450 м над уровнем моря. Расположен в 8 км от Мадагаскара.
В юго-восточной части острова образован резерват Лукубе. Среди его обитателей — чёрный лемур (Eulemur macaco), пантеровый хамелеон-фурцифер (Furcifer pardalis), а также эндемики острова — один из самых маленьких хамелеонов в мире Brookesia minima и самая маленькая лягушка мира Stumpffia pygmaea, которая встречается также на соседнем острове Нуси-Кумба.

## История
Кроме природных достопримечательностей, на Нуси-Бе находится Марудука — руины на побережье океана. Считается, что это остатки строений XVII-XVIII вв, построенные индийскими моряками, спасшимися при кораблекрушении. 
Нуси-Бе стал французской колонией с 1841 года. В столице острова Андуани (прежнее, колониальное название — Эльвиль) сохранилась старая тюрьма, построенная в 1855 году, и колониальный французский квартал.
Во время русско-японской войны 1904-05 гг. у острова стояла Вторая Тихоокеанская эскадра, направлявшаяся с Балтики во Владивосток. Эскадра достигла острова 9 января 1905 года, где встретила небольшой отряд кораблей адмирала Фелькерзама, прибывшего туда 28 декабря 1904 года. Вторая эскадра пробыла у острова два месяца, отбыв 17 марта 1905 года. Во время длительной стоянки эскадры у острова на ней умерло 8 моряков; в 1990 году силами моряков ВМФ СССР при поддержке властей Мадагаскара на их захоронении был установлен памятник.

## Население
Население — 120 636 человек (2020), из них почти половина проживает в столице острова.  

## Туризм
Нуси-Бе — одно из наиболее посещаемых туристами мест Мадагаскара. На острове есть аэропорт Фасен, через который прибывает бо́льшая часть туристов. Также на Нуси-Бе можно добраться морем из Анкифи.